# Oratorio di Santa Caterina (Rossiglione)
L'oratorio di Santa Caterina è un luogo di culto cattolico situato nella borgata di Rossiglione Superiore, in via Oratorio, nel comune di Rossiglione nella città metropolitana di Genova.

## Storia e descrizione

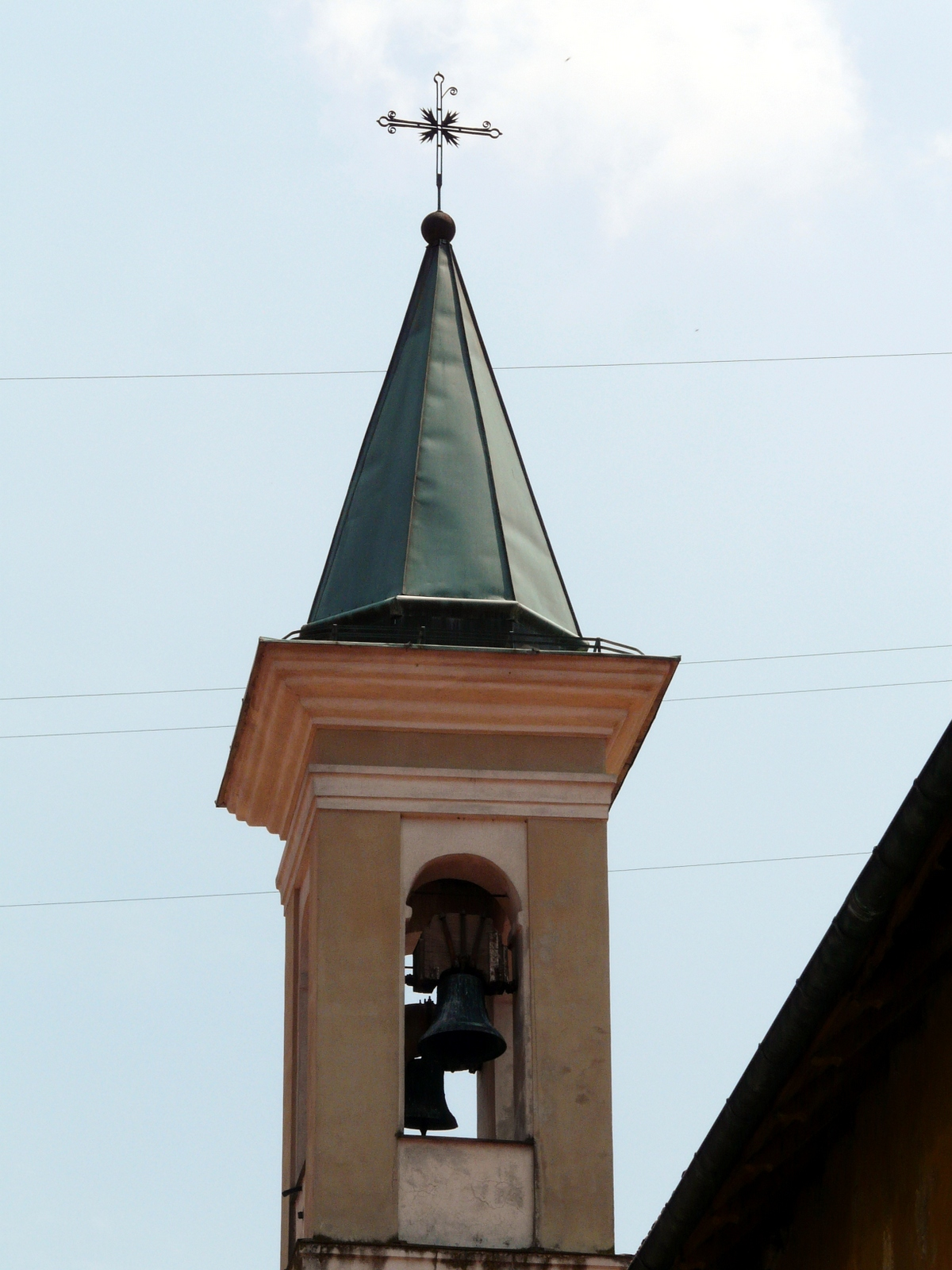
Particolare del campanile

Non si conosce con esattezza la storia della confraternita omonima poiché parte della documentazione storica è stata nei secoli smarrita o scomparsa. In base alla documentazione recentemente rinvenuta, l'edificazione dell'edificio.risale al 1611, cioè immediatamente dopo la consacrazione della nuova chiesa parrocchiale di Santa Caterina (1609).
All'interno sono conservati - oltre all'altare maggiore in marmo del Seicento - quattro lanterne del Settecento usate nelle processioni, una cassa in legno raffigurante il Martirio di santa Caterina, una cassa in legno raffigurante l'Apparizione di Gesù Bambino a sant'Antonio da Padova, una statua lignea raffigurante l'Immacolata Concezione e due busti reliquari di santi vescovi.
Di provenienza dell'ex convento dell'Annunziata - ora sede del municipio - oltre al Sant'Antonio e all'Immacolata Concezione (entrambe attribuite a Giovanni Maragliano), sono due tele del XVII secolo e alcuni crocefissi in legno del XVIII e XIX secolo. Proprio a cavallo dei due secoli risale l'intervento di restauro dell'edificio, conseguente alla realizzazione della navata destra.